# Chelsea Wolfe
Chelsea Joy Wolfe (14 de noviembre de 1983) es una músico, cantante y compositora estadounidense. Su trabajo combina elementos de rock gótico, doom metal, y folk.
Criada en el Norte de California con un padre músico country, Wolfe empezó a escribir y grabar canciones durante su niñez. Obtuvo elogios de la crítica por sus álbumes, The Grime and the Glow (2010) y Apokalypsis (2011), que combinaba elementos góticos y folk, así como sus álbumes siguientes, Pain Is Beauty,  (2013), Abyss (2015), y Hiss Spun (2017), en que  incorporó elementos de neofolk, heavy metal y  música electrónica.

## Primeros años
Chelsea Wolfe nació en Roseville, California, y creció en Sacramento. Es de ascendencia noruega y alemana. Su padre formó parte de una banda de música country y tenía un estudio en su casa. Para los 7 años, Wolfe ya había escrito su primer poema, y para los 9, escrito y grabado canciones.
Durante su infancia y adolescencia, Wolfe luchó contra la parálisis del sueño, lo que la llevó a ser hospitalizada para realizar estudios; estas experiencias sirvieron como material para sus álbumes Abyss y Hiss Spun.
Wolfe vivió con su abuela durante una parte de su niñez, quién le enseñó aromaterapia, Reiki y "otros reinos".

## Carrera

### 2006:Mistake in Parting
En 2006 Wolfe compuso un álbum, Mistake in Parting,  que nunca fue oficialmente liberado. Wolfe comentó que descartó el álbum en gran parte porque había sido escrito sobre acontecimientos de su vida personal: " estaba escribiendo cosas realmente personales sobre mi propia vida, y no me sentí cómoda... No quería que [mi música] fuera tanto sobre mí, y tuve que encontrar una perspectiva nueva".

### 2010–2012:The Grime and the GlowyApokalypsis
El primer álbum de Wolfe, The Grime and the Glow (2010), se publicó por la discográfica independiente de Nueva York Pendu Sound Recordings, precedido en el mismo año por los álbumes de edición limitada Soundtrack VHS/Gold y Soundtrack VHS II. Con su siguiente álbum, Apokalypsis (2011), estilizado Ἀποκάλυψις, obtuvo seguidores en el underground, así como elogios críticos, con revisiones favorables en Pitchfork y CMJ. Wolfe realizó extensas giras por América del Norte y Europa para promocionar ambos álbumes, y sufrió de un intenso miedo escénico. Cuando empezó a actuar en vivo, Wolfe llevaba un velo negro sobre su cara.

### 2012–presente: Sargent House

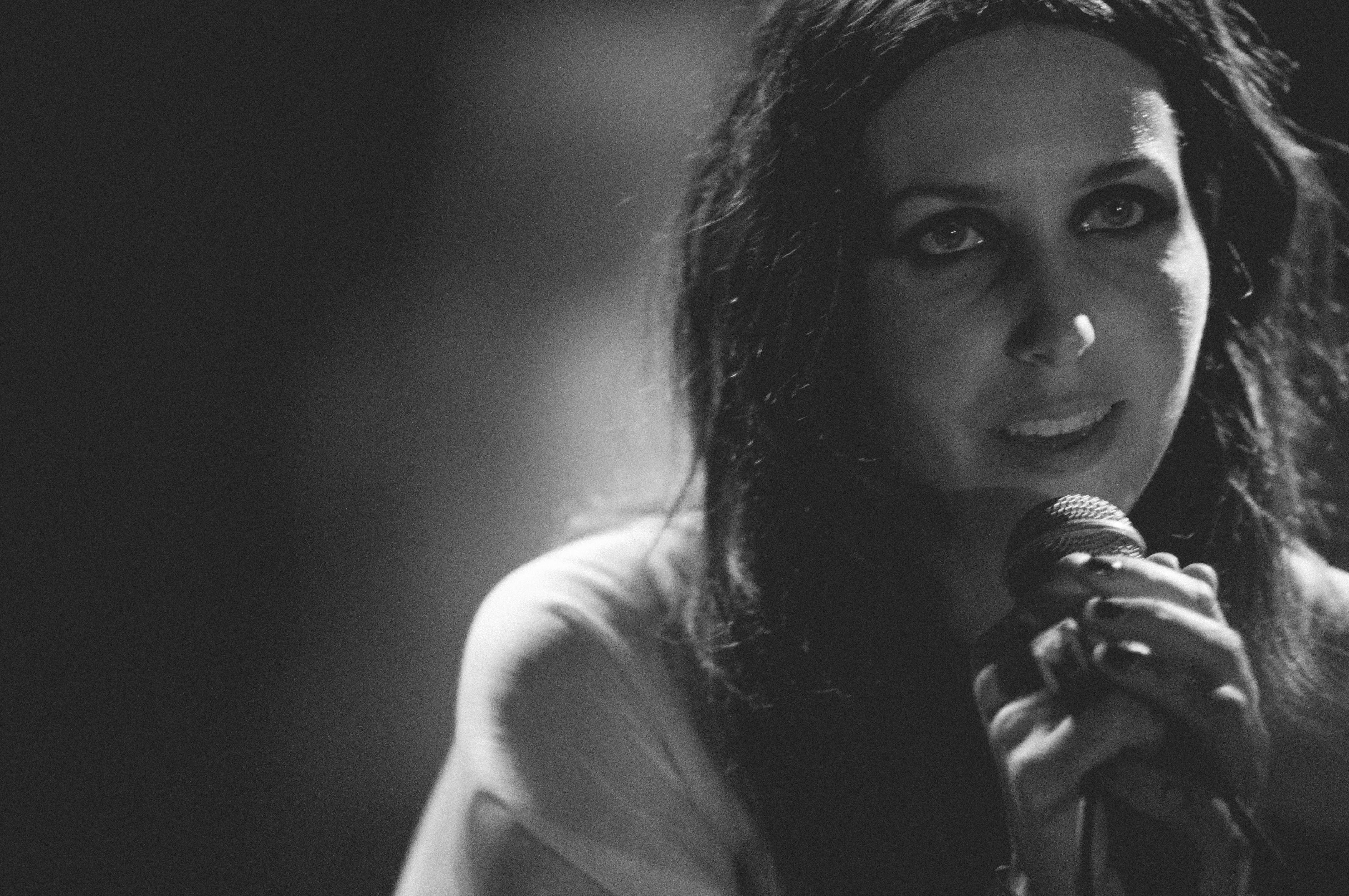
Wolfe actuando en San Francisco, California, en 2013.

En 2012, Wolfe versionó cinco canciones de la banda británica anarcopunk Rudimentari Peni, y los publicó con el nombre A Tribute To Rudimentary Peni el 17 de febrero como una descarga gratuita en Pendu Sound. Más tarde, grabó las canciones de Peni con su banda en Southern Studios, en Londres, y los liberó como un EP, Prayer for the Unborn, en enero de 2013 por la discográfica Southern Records.
Wolfe firmó con la discográfica Sargent House en 2012 para publicar su tercer álbum. Unknown Rooms: A Collection of Acoustic Songs, que fue lanzado el 6 de octubre de 2012, el cual presentó un sonido más orientado al folk, en oposición a su trabajo anterior, que se centraba en guitarras eléctricas zumbantes y distorsión.  El primer sencillo, "The Way We Used To", se estrenó en NPR. El segundo sencillo, "Appalachia", estuvo disponible el 20 de septiembre.
Wolfe publicó un álbum en vivo, Live at Roadburn, el 28 de septiembre de 2012, grabado el 12 de abril de ese año en el Festival Roadburn en Tilburg, Países Bajos. Su cuarto álbum de estudio, Pain Is Beauty , fue liberado el 3 de septiembre de 2013, seguido por una gira norteamericana. Durante 2013 y 2014, Wolfe liberó dos sencillos con King Dude, Sing Songs Together...   y Sing More Songs Together...., así como un EP en vivo, Chelsea Wolfe Folkadelphia Session May 31, 2014.
Wolfe aportó voces invitadas para el quinto álbum de estudio de la banda de post-metal estadounidense Russian Circles, con quienes compartió una gira por Europa a fines de 2013.
En 2014 lanzó una película, Lone, con música de Pain Is Beauty, dirigida por Mark Pellington.
"Carrion Flowers", "Iron Moon" y "After the Fall" fueron el segundo, tercer y cuarto sencillo, respectivamente, de su siguiente álbum, Abyss (2015).
El 1 de abril de 2016, Wolfe liberó el sencillo "Hypnos", precedido por un vídeo musical del 22 de marzo. En enero de 2017, anunció una gira por el Reino Unido y Europa a partir de abril.
Su quinto álbum de estudio, Hiss Spun, fue publicado por Sargent House el 22 de septiembre de 2017. Ese mismo año colaboró con la banda Myrkur, de la cantante danesa Amalie Bruun; así como con el álbum Ordinary Corrupt Human Love de Deafheaven en 2018.
En enero de 2019, Wolfe anticipó un nuevo álbum en Twitter, escribiendo sólo "2019". El 12 de marzo reveló que el próximo álbum sería mayoritariamente acústico, que estaba siendo grabado en los bosques del norte de California, y que se inspira en eventos actuales. Su antiguo colaborador Ben Chisholm sería coproductor, y participarían algunos invitados, como Jess Gowrie en la batería.
El 18 de junio de 2019, Wolfe anunció su sexto álbum de estudio, Birth of Violence, y lanzó el primer sencillo del mismo, "The Mother Road". El álbum fue liberado el 13 de septiembre de 2019.

## Colaboraciones
En abril de 2016, Wolfe y su compañero de banda Ben Chisholm fueron invitados especiales para el proyecto colaborativo en vivo de Converge, Blood Moon, junto con Stephen Brodsky de Cave In y Steve Von Till de Neurosis. Limitado a cuatro funciones europeas, el colectivo realizó interpretaciones de "ambient/post-rock" de varias canciones de Converge.

## Discografía

### Álbumes de estudio
- The Grime and the Glow (2010)
- Apokalypsis (2011)
- Pain Is Beauty  (2013)
- Abyss (2015)
- Hiss Spun (2017)
- Birth of Violence (2019)
- Bloodmoon:I (2021)
- She Reaches Out to She Reaches Out to She (2024)

### Álbumes recopilatorios
- Unknown Rooms: A Collection of Acoustic Songs (2012, Sargent House)

### Álbumes en vivo
- Live at Roadburn (2012, Roadburn Records)

## Miembros de la banda
Actuales
- Chelsea Wolfe – voces, guitarra
- Ben Chisholm – synth, bajo, piano, electrónica[46]
- Jess Gowrie – Batería
- Bryan Tulao – primera guitarra

Anteriores
- Fred Sablan - bajo
- Troy Van Leeuwen - guitarras[46]
- Dylan Fujioka – batería
- Kevin Dockter – primera guitarra
- Andrea Calderón – violín
- Ezra Buchla – viola
- Drew Walker – batería
- Addison Quarles – bajo
- Aurielle Zeitler – Primera guitarra (en vivo)
- Mike Sullivan – guitarra